# エル・ハッジ・マリック・ディウフ
エル・ハッジ・マリック・ディウフ（El Hadji Malick Diouf, 2004年12月28日 - ）は、セネガルのジガンショール州ジガンショール出身のプロサッカー選手。ポジションはディフェンダー。セネガル代表。

## 経歴

### トロムソ
2023年2月21日にトライアルを経て、エリテセリエンのトロムソILと契約した。同年は21試合に出場して3得点を記録した。

### スラヴィア・プラハ
2024年1月にチャンス・リガのSKスラヴィア・プラハへ完全移籍し、4年半の契約を結んだ。

## 代表歴
2024年9月、アフリカネイションズカップ予選にてセネガル代表に初選出され、4試合に出場した。

## 個人成績

### 代表
| セネガル代表 | 国際Aマッチ | 国際Aマッチ |
| 年           | 出場        | 得点        |
| ------------ | ----------- | ----------- |
| 2024         | 4           | 0           |
| 通算         | 4           | 0           |